# TGRT-EU

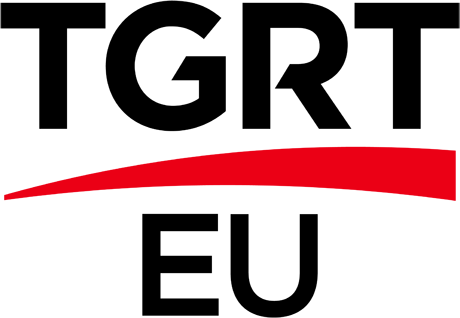
Logo von TGRT EU

TGRT Europe (Türkiye Gazetesi Radyo Televizyonu EU) ist der erste deutsche Sender mit türkischsprachigem Familien-Vollprogramm. TGRT EU ist ein zweisprachiges Fernsehprogramm, das von Frankfurt/Main aus in deutscher und türkischer Sprache ausgestrahlt wird.
Durch seine Satelliten-Reichweite ist TGRT seit seiner Einrichtung 1993 ein internationaler Sender, der sich eine starke Position in den Augen europäischer Zuschauer und Werbekunden erarbeitet hat. Die gewandelten Bedürfnisse europäisch-türkischer Zuschauer und das Wachstum des europäisch-türkischen Werbemarktes kulminierten in der Auslagerung von TGRT EU als ein brandneuer Sender unter der Handelsmarke TGRT.
Mit deutscher Lizenz strebt TGRT EU eine aktive Rolle in der Integration der europäischen Türken in die EU an.
TGRT EU definiert sich selbst als „Fernsehen von europäischen Türken für europäische Türken“. Von Frankfurt ausgestrahlt, nimmt der Sender eine entschieden europäische Perspektive ein und setzt sich damit von internationalen Strömungen anderer türkischer Sender ab.
Die bilinguale Präsentation ist ein Schlüsselaspekt von TGRT EU. Auf Spielfilm- und Unterhaltungsprogramme in beiden Sprachen folgen Nachrichtenbulletins auf Deutsch und Türkisch. Sendungen in türkischer Sprache werden deutsch untertitelt und umgekehrt. Die für ein europäisch-türkisches Publikum verlockenden Inhalte machen den Sender zu einem effizienten Medium für Werbekunden in diesem Markt.
Das Logo von TGRT EU basiert auf dem Markenzeichen des Muttersenders. Das Logo symbolisiert den Aspekt, türkisches Fenster zur Welt zu sein. Die zusätzlichen Sterne und die europäischen Typen bilden die europäische Komponente.
TGRT EU ist im größten Teil Europas und im gesamten türkischen Festland über den Satelliten Türksat 2A zu empfangen. In vielen europäischen Städten kann der Sender auch über Kabel empfangen werden. Ca. 80 % europäisch-türkische Familien haben Zugang zu TGRT EU.
TGRT gehörte früher der İhlas Holding an, wurde aber 2006 an News Corporation/Atlantic Records verkauft, nicht jedoch die Markenrechte. Der Name TGRT wurde in FOX TV TÜRKIYE geändert. In Europa sendet FOX TV TÜRKIYE unter dem Namen FOX TURK. Das Logo wurde ebenfalls geändert.
Seitdem laufen auf FOX TV TÜRKIYE viele amerikanische Serien und andere Programme.
Das in Europa ausgestrahlte FOX TV wurde 2009 wieder zurück an die İhlas Holding gegeben und heißt jetzt TGRT Haber.